# Velho Manuel
Velho Manuel es una localidad caboverdiana del municipio de São Filipe.

## Geografía
La localidad está situada en la isla Fogo.

## Organización territorial
La localidad abarca los lugares y barrios de:
- Albarca
- Domingos Ledo
- Ilhéu de Contendas
- Monte Vaca
- Velho Manuel
- Vera Cruz